# Villelongue-de-la-Salanque
Villelongue-de-la-Salanque település Franciaországban, Pyrénées-Orientales megyében. Lakosainak száma 3318 fő (2022. január 1.). Villelongue-de-la-Salanque Torreilles, Sainte-Marie-la-Mer, Canet-en-Roussillon, Perpignan, Bompas és Claira községekkel határos.

## Népesség
A település népessége az elmúlt években az alábbi módon változott:
| Lakosok száma | 3281 | 3281 | 3305 | 3254 | 3251 | 3248 | 3285 | 3301 | 3318 |
|               | 2013 | 2015 | 2016 | 2017 | 2018 | 2019 | 2020 | 2021 | 2022 |